# Atopophrynus syntomopus
Atopophrynus syntomopus là một loài ếch trong họ Craugastoridae, thuộc chi đơn loài Atopophrynus. Nó là loài đặc hữu của Colombia.
Các môi trường sống tự nhiên của chúng là rừng mây ẩm nhiệt đới và cận nhiệt đới và sông. Nó hầu như đã tuyệt chủng do mất môi trường sống.

## Vị trí phân loại
Được coi là thành viên của họ Dendrobatidae trong công bố ban đầu.
Được Myers và Ford (1986) đặt trong Leptodactylidae sensu lato, có lẽ gần với Geobatrachus, mặc dù họ cũng lưu ý rằng nó có thể thuộc về họ Bufonidae. Heinicke và ctv (2007) không đề cập tới loài này trong phân tích của họ, vì thế vị trí phát sinh chủng loài của nó là không rõ.
Được Hedges và ctv (2008) gán tạm thời vào Strabomantidae hay Strabomantinae theo định nghĩa của họ về họ/phân họ này.
Pyron và Wiens (2011) cũng không gộp loài này vào phân tích của họ và tạm thời đặt nó ở vị trí không chắc chắn (incertae sedis) trong họ Craugastoridae.